# Copa de Brasil 2013
La Copa de Brasil 2013 fue la 25.ª edición de este torneo de fútbol de Brasil. En esta competición, participarán 87 equipos, de ellos los 6 representantes brasileños en la Copa Libertadores, 71 clasificados por los campeonatos estaduales y 10 por la clasificación nacional de la Confederación Brasileña de Fútbol.
Se inició el 27 de febrero y finalizó el 27 de noviembre. Flamengo se coronó campeón y obtuvo un cupo para jugar la Copa Libertadores 2014.

## Equipos participantes
| Estado              | Equipo                                             | Vía de clasificación |
| ------------------- | -------------------------------------------------- | --- |
| Acre                | Rio Branco Atlético Acreano                        | Campeón Estatal 2012 Subcampeón Estatal 2012                                                                              |
| Alagoas             | CRB ASA CSA                                        | Campeón Estatal 2012 Subcampeón Estatal 2012 Tercero Estatal 2012                                                         |
| Amapá               | Oratório                                           | Campeón Estatal 2012 |
| Amazonas            | Nacional Fast Clube                                | Campeón Estatal 2012 Subcampeón Estatal 2012                                                                              |
| Bahía               | Bahia Vitória Vitória de Conquista                 | Campeón Estatal 2012 Subcampeón Estatal 2012 Campeón Copa Gobernador del Estado de Bahia 2012                             |
| Ceará               | Ceará Fortaleza Guarani de Juazeiro                | Campeón Estatal 2012 Subcampeón Estatal 2012 Campeón Copa Fares Lopes 2012                                                |
| Distrito Federal    | Ceilândia Luziânia Sobradinho                      | Campeón Metropolitano 2012 Subcampeón Metropolitano 2012 Tercero Metropolitano 2012                                       |
| Espírito Santo      | Aracruz Deportiva Ferroviária                      | Campeón Estatal 2012 Campeón Copa Espirito Santo 2012                                                                     |
| Goiás               | Goiás Atlético Goianiense CRAC                     | Campeón Estatal 2012 Subcampeón Estatal 2012 Tercero Estatal 2012                                                         |
| Maranhão            | Sampaio Corrêa Maranhão                            | Campeón Estatal 2012 Subcampeón Copa União 2012                                                                           |
| Mato Grosso         | Luverdense Mixto                                   | Campeón Estatal 2012 Campeón Copa del Gobernador de Mato Grosso 2012                                                      |
| Mato Grosso do Sul  | Águia Negra Naviraiense                            | Campeón Estatal 2012 Subcampeón Estatal 2012                                                                              |
| Minas Gerais        | América Mineiro Cruzeiro Tupi Boa Esporte          | Subcampeón Estatal 2012 Tercero Estatal 2012 Cuarto Estatal 2012 Campeón Torneo Minas Gerais 2012                         |
| Pará                | Cametá Remo Águia de Marabá                        | Campeón Estatal 2012 Subcampeón Estatal 2012 Tercero Estatal 2012                                                         |
| Paraíba             | Campinense Sousa                                   | Campeón Estatal 2012 Subcampeón Estatal 2012                                                                              |
| Paraná              | Coritiba Atlético Paranaense Arapongas Cianorte    | Campeón Estatal 2012 Subcampeón Estatal 2012 Tercero Estatal 2012 Cuarto Estatal 2012                                     |
| Pernambuco          | Santa Cruz Sport Recife Salgueiro                  | Campeón Estatal 2012 Subcampeón Estatal 2012 Tercero Estatal 2012                                                         |
| Piauí               | Parnahyba Flamengo (Piauí)                         | Campeón Estatal 2012 Copa de Piauí 2012                                                                                   |
| Río de Janeiro      | Botafogo Flamengo Resende Volta Redonda Bangu      | Subcampeón Estatal 2012 Tercero Estatal 2012 Quinto Estatal 2012 Sexto Estatal 2012 Subcampeón Copa Rio 2012              |
| Rio Grande do Norte | América de Natal ABC Santa Cruz                    | Campeón Estatal 2012 Subcampeón Estatal 2012 Campeón Copa FNF de 2013                                                     |
| Rio Grande do Sul   | Internacional Caxias Veranópolis Brasil de Pelotas | Campeón Estatal 2012 Subcampeón Estatal 2012 Cuarto Estatal 2012 Subcampeón Copa FGF 2012                                 |
| Rondônia            | Ji-Paraná                                          | Campeón Estatal 2012 |
| Roraima             | São Raimundo (Roraima)                             | Campeón Estatal 2012 |
| Santa Catarina      | Avaí Figueirense Joinville                         | Campeón Estatal 2012 Subcampeón Estatal 2012 Campeón Copa Santa Catarina 2012                                             |
| Sao Paulo           | Santos Guarani Ponte Preta São Bernardo Noroeste   | Campeón Estatal 2012 Subcampeón Estatal 2012 Cuarto Estatal 2012 Campeón Serie A2 Estatal 2012 Campeón Copa Paulista 2012 |
| Sergipe             | Itabaiana Confiança                                | Campeón Estatal 2012 Campeón Copa del Gobierno del Estado de Sergipe 2012                                                 |
| Tocantins           | Gurupi                                             | Campeón Estatal 2012 |

### Clasificación
Además de los 71 equipos clasificados representantes de cada Estado se suman los 10 mejores equipos clasificados en el ranking de la CBF.
| Pos. | Equipo         | Estado | Puntos |
| ---- | -------------- | ------ | ------ |
| 22.º | Náutico        | PE     | 8036   |
| 23.º | Portuguesa     | SP     | 7840   |
| 27.º | Paraná         | PA     | 5924   |
| 28.º | Grêmio Barueri | SP     | 5504   |
| 33.º | Criciúma       | SC     | 4370   |
| 34.º | São Caetano    | SP     | 4288   |
| 35.º | Betim          | MG     | 4164   |
| 36.º | Bragantino     | SP     | 3.968  |
| 37.º | Paysandu       | PA     | 3740   |
| 38.º | Santo André    | SP     | 3712   |

### Clasificados directamente a octavos de final
| Estado | Equipo           | Forma de clasificación                      |
| ------ | ---------------- | ------------------------------------------- |
| SP     | Corinthians      | Campeón de la Copa Libertadores 2012        |
| SP     | Palmeiras        | Campeón Copa de Brasil 2012                 |
| RJ     | Fluminense       | Campeón del Campeonato Brasileño de 2012    |
| RJ     | Vasco da Gama    | Quinto en el Campeonato Brasileño de 2012   |
| MG     | Atlético Mineiro | Subcampeón del Campeonato Brasileño de 2012 |
| RGS    | Grêmio           | Tercero en el Campeonato Brasileño de 2012  |

## Fase Preliminar
Esta fase fue jugada del 27 de febrero al 13 de marzo.
| Local                  | Visitante        | Ida | Vuelta |
| ---------------------- | ---------------- | --- | ------ |
| Desportiva Ferroviária | Atlético Acreano | 1-1 | 5-4    |

## Primera Fase
Esta fase fue jugada del 3 al 17 de abril.
| Local           | Visitante            | Ida | Vuelta    |
| --------------- | -------------------- | --- | --------- |
| Flamengo        | Remo                 | 1-0 | 3-0       |
| Sampaio Corrêa  | Campinense           | 1-0 | 0-1 (6-7) |
| Ceará           | Ceilândia            | 0-0 | 4-3       |
| ASA             | Santa Cruz           | 0-0 | 2-1       |
| Internacional   | Rio Branco           | 2-0 | Susp      |
| Santa Cruz      | Guarani Juazeiro     | 2-1 | 2-1       |
| Avaí            | Volta Redonda        | 0-1 | 4-1       |
| América Mineiro | Gurupi               | 3-2 | 0-0       |
| Goiás           | Oratório             | 3-1 | Susp      |
| Santo André     | Veranópolis          | 0-1 | 2-0       |
| Sport Recife    | Vitória da Conquista | 1-0 | 2-0       |
| ABC             | Parnahyba            | 3-1 | Susp      |
| Vitória         | Mixto                | 1-2 | 5-1       |
| Boa Esporte     | Salgueiro            | 0-2 | 2-2       |
| Paraná          | São Bernardo         | 1-1 | 2-3       |
| Criciúma        | Noroeste             | 0-0 | 3-0       |
| Coritiba        | Sousa                | 3-0 | Susp      |
| Águia de Marabá | Nacional (Amazonas)  | 0-2 | 1-2       |
| Ponte Preta     | Itabaiana            | 3-0 | Susp      |
| Bragantino      | Águia Negra          | 2-0 | Susp      |

| Local               | Visitante              | Ida | Vuelta    |
| ------------------- | ---------------------- | --- | --------- |
| Botafogo            | Sobradinho             | 0-0 | 2-0       |
| CRB                 | Fast Clube             | 1-1 | 2-1       |
| Figueirense         | Desportiva Ferroviária | 4-1 | Susp      |
| São Caetano         | Arapongas              | 0-1 | 1-0 (1-3) |
| Cruzeiro            | CSA                    | 3-0 | Susp      |
| Caxias              | Resende                | 1-2 | 0-0       |
| Atlético Goianiense | Cametá                 | 7-0 | Susp      |
| Grêmio Barueri      | Cianorte               | 1-2 | 0-3       |
| Atlético Paranaense | Brasil de Pelotas      | 1-0 | 2-0       |
| América de Natal    | Ji-Paraná              | 1-0 | 1-0       |
| Portuguesa          | Naviraiense (v)        | 0-0 | 1-1       |
| Paysandu            | São Raimundo           | 2-0 | Susp      |
| Santos              | Flamengo               | 2-2 | 2-0       |
| Joinville           | Aracruz                | 1-1 | 1-0       |
| Náutico             | CRAC                   | 1-3 | 1-1       |
| Betim               | Bangu                  | 2-1 | 1-0       |
| Bahia               | Maranhão               | 2-0 | Susp      |
| Luverdense          | Tupi                   | 0-1 | 3-0       |
| Guarani             | Confiança              | 0-1 | 1-0 (1-4) |
| Fortaleza           | Luziânia               | 0-0 | 0-0 (3-2) |

## Segunda Fase
Esta fase fue jugada del 1 al 23 de mayo.
| Local               | Visitante           | Ida | Vuelta    |
| ------------------- | ------------------- | --- | --------- |
| Flamengo            | Campinense          | 2-1 | 2-1       |
| Ceará               | ASA                 | 0-3 | 3-0 (3-4) |
| Internacional       | Santa Cruz          | 0-0 | 2-0       |
| Avaí                | América Mineiro     | 1-0 | 0-3       |
| Goiás               | Santo André         | 3-2 | 1-0       |
| Sport Recife        | ABC                 | 0-2 | 2-3       |
| Vitória             | Salgueiro (v)       | 0-0 | 1-1       |
| Criciúma            | São Bernardo        | 1-1 | 3-1       |
| Coritiba            | Nacional (Amazonas) | 1-4 | 1-0       |
| Ponte Preta         | Bragantino          | 3-1 | Susp      |
| Botafogo            | CRB                 | 0-0 | 3-0       |
| Figueirense         | Arapongas           | 0-0 | 3-1       |
| Cruzeiro            | Resende             | 2-1 | 4-0       |
| Atlético Goianiense | Cianorte            | 3-1 | Susp      |
| Atlético Paranaense | América de Natal    | 6-2 | Susp      |
| Paysandu            | Naviraiense         | 1-0 | 0-2       |
| Santos              | Joinville           | 1-0 | 0-0       |
| Betim               | CRAC                | 2-3 | 0-1       |
| Bahia               | Luverdense          | 0-2 | 1-0       |
| Fortaleza           | Confiança           | 1-1 | 4-0       |

## Tercera Fase
Esta fase fue jugada del 3 al 24 de julio.
| Local         | Visitante           | Ida | Vuelta    |
| ------------- | ------------------- | --- | --------- |
| ASA           | Flamengo            | 0-2 | 1-2       |
| Internacional | América Mineiro     | 3-1 | 1-1       |
| Goiás         | ABC                 | 3-0 | 1-1       |
| Salgueiro (v) | Criciúma            | 0-0 | 1-1       |
| Ponte Preta   | Nacional (Amazonas) | 0-1 | 0-1       |
| Botafogo      | Figueirense         | 1-0 | 0-1 (5-4) |
| Cruzeiro      | Atlético Goianiense | 5-0 | 1-0       |
| Paysandu      | Atlético Paranaense | 0-0 | 1-2       |
| Santos        | CRAC                | 1-1 | 2-0       |
| Fortaleza     | Luverdense          | 0-0 | 1-2       |

### Clasificación para la Copa Sudamericana
| Posición | Equipo              | Campaña                   |
| -------- | ------------------- | ------------------------- |
| 1        | Botafogo            | Octavos de final          |
| 2        | Santos              | Octavos de final          |
| 3        | Cruzeiro            | Octavos de final          |
| 4        | Internacional       | Octavos de final          |
| 5        | Flamengo            | Octavos de final          |
| 6        | Náutico             | Eliminado (Primera fase)  |
| 7        | Coritiba            | Eliminado (Segunda fase)  |
| 8        | Ponte Preta         | Eliminado Tercera fase    |
| 9        | Bahia               | Eliminado (Segunda fase)  |
| 10       | Portuguesa          | Eliminado (Primeira fase) |
| 11       | Goiás               | Octavos de final          |
| 12       | Criciúma            | Eliminado (Tercera fase)  |
| 13       | Atlético Paranaense | Octavos de final          |
| 14       | Vitória             | Eliminado (Segunda fase)  |
| 15       | Sport Recife        | Eliminado (Segunda fase)  |
| 16       | Atlético Goianiense | Eliminado (Tercera fase)  |
| 17       | Figueirense         | Eliminado (Tercera fase)  |

| Leyenda | Leyenda        |
| ------- | -------------- |
|         | Clasificado    |
|         | No clasificado |

## Fase Final
|  | Octavos de final    | Octavos de final    | Octavos de final   |                          |   | Cuartos de final                  | Cuartos de final                  | Cuartos de final                  |  |  | Semifinales                     | Semifinales                     | Semifinales                     |  |  | Final                | Final                | Final                |
|  | 20 al 29 de agosto  | 20 al 29 de agosto  | 20 al 29 de agosto |                          |   | 25 de septiembre al 24 de octubre | 25 de septiembre al 24 de octubre | 25 de septiembre al 24 de octubre |  |  | 30 de octubre al 6 de noviembre | 30 de octubre al 6 de noviembre | 30 de octubre al 6 de noviembre |  |  | 20 y 27 de noviembre | 20 y 27 de noviembre | 20 y 27 de noviembre |
|  |                     |                     |                    |                          |   |                                   |                                   |                                   |  |  |                                 |                                 |                                 |  |  |                      |                      |                      |
|  |                     |                     |                    |                          |   |                                   |                                   |                                   |  |  |                                 |                                 |                                 |  |  |                      |                      |                      |
|  |                     |                     |                    |                          |   |                                   |                                   |                                   |  |  |                                 |                                 |                                 |  |  |                      |                      |                      |
|  | Corinthians         | 0                   | 2                  |                          |   |                                   |                                   |                                   |  |  |                                 |                                 |                                 |  |  |                      |                      |                      |
|  | Corinthians         | 0                   | 2                  |                          |   |                                   |                                   |                                   |  |  |                                 |                                 |                                 |  |  |                      |                      |                      |
|  | Luverdense          | 1                   | 0                  |                          |   |                                   |                                   |                                   |  |  |                                 |                                 |                                 |  |  |                      |                      |                      |
|  | Luverdense          | 1                   | 0                  | Corinthians              | 0 | 0 (2)                             |                                   |                                   |  |  |                                 |                                 |                                 |  |  |                      |                      |                      |
|  |                     |                     |                    |                          | 0 | 0 (2)                             |                                   |                                   |  |  |                                 |                                 |                                 |  |  |                      |                      |                      |
|  |                     | Grêmio (p.)         | 0                  | 0 (3)                    |   |                                   |                                   |                                   |  |  |                                 |                                 |                                 |  |  |                      |                      |                      |
|  | Grêmio              | Grêmio (p.)         | 0                  | 0 (3)                    | 0 | 2                                 |                                   |                                   |  |  |                                 |                                 |                                 |  |  |                      |                      |                      |
|  | Grêmio              |                     |                    |                          | 0 | 2                                 |                                   |                                   |  |  |                                 |                                 |                                 |  |  |                      |                      |                      |
|  | Santos              | 1                   | 0                  |                          |   |                                   |                                   |                                   |  |  |                                 |                                 |                                 |  |  |                      |                      |                      |
|  | Santos              | 1                   | 0                  | Grêmio                   | 0 | 0                                 |                                   |                                   |  |  |                                 |                                 |                                 |  |  |                      |                      |                      |
|  |                     |                     |                    |                          | 0 | 0                                 |                                   |                                   |  |  |                                 |                                 |                                 |  |  |                      |                      |                      |
|  |                     | Atlético Paranaense | 1                  | 0                        |   |                                   |                                   |                                   |  |  |                                 |                                 |                                 |  |  |                      |                      |                      |
|  | Salgueiro           | Atlético Paranaense | 1                  | 0                        | 0 | 2                                 |                                   |                                   |  |  |                                 |                                 |                                 |  |  |                      |                      |                      |
|  | Salgueiro           |                     |                    |                          | 0 | 2                                 |                                   |                                   |  |  |                                 |                                 |                                 |  |  |                      |                      |                      |
|  | Internacional       | 3                   | 2                  |                          |   |                                   |                                   |                                   |  |  |                                 |                                 |                                 |  |  |                      |                      |                      |
|  | Internacional       | 3                   | 2                  | Atlético Paranaense (v.) | 1 | 0                                 |                                   |                                   |  |  |                                 |                                 |                                 |  |  |                      |                      |                      |
|  |                     |                     |                    |                          | 1 | 0                                 |                                   |                                   |  |  |                                 |                                 |                                 |  |  |                      |                      |                      |
|  |                     | Internacional       | 1                  | 0                        |   |                                   |                                   |                                   |  |  |                                 |                                 |                                 |  |  |                      |                      |                      |
|  | Atlético Paranaense | Internacional       | 1                  | 0                        | 0 | 3                                 |                                   |                                   |  |  |                                 |                                 |                                 |  |  |                      |                      |                      |
|  | Atlético Paranaense |                     |                    |                          | 0 | 3                                 |                                   |                                   |  |  |                                 |                                 |                                 |  |  |                      |                      |                      |
|  | Palmeiras           | 1                   | 0                  |                          |   |                                   |                                   |                                   |  |  |                                 |                                 |                                 |  |  |                      |                      |                      |
|  | Palmeiras           | 1                   | 0                  | Flamengo                 | 1 | 2                                 |                                   |                                   |  |  |                                 |                                 |                                 |  |  |                      |                      |                      |
|  |                     |                     |                    |                          | 1 | 2                                 |                                   |                                   |  |  |                                 |                                 |                                 |  |  |                      |                      |                      |
|  |                     | Atlético Paranaense | 1                  | 0                        |   |                                   |                                   |                                   |  |  |                                 |                                 |                                 |  |  |                      |                      |                      |
|  | Goiás               | Atlético Paranaense | 1                  | 0                        | 0 | 2                                 |                                   |                                   |  |  |                                 |                                 |                                 |  |  |                      |                      |                      |
|  | Goiás               |                     |                    |                          | 0 | 2                                 |                                   |                                   |  |  |                                 |                                 |                                 |  |  |                      |                      |                      |
|  | Fluminense          | 1                   | 0                  |                          |   |                                   |                                   |                                   |  |  |                                 |                                 |                                 |  |  |                      |                      |                      |
|  | Fluminense          | 1                   | 0                  | Goiás (v.)               | 2 | 2                                 |                                   |                                   |  |  |                                 |                                 |                                 |  |  |                      |                      |                      |
|  |                     |                     |                    |                          | 2 | 2                                 |                                   |                                   |  |  |                                 |                                 |                                 |  |  |                      |                      |                      |
|  |                     | Vasco da Gama       | 1                  | 3                        |   |                                   |                                   |                                   |  |  |                                 |                                 |                                 |  |  |                      |                      |                      |
|  | Vasco da Gama       | Vasco da Gama       | 1                  | 3                        | 2 | 2                                 |                                   |                                   |  |  |                                 |                                 |                                 |  |  |                      |                      |                      |
|  | Vasco da Gama       |                     |                    |                          | 2 | 2                                 |                                   |                                   |  |  |                                 |                                 |                                 |  |  |                      |                      |                      |
|  | Nacional - AM       | 0                   | 1                  |                          |   |                                   |                                   |                                   |  |  |                                 |                                 |                                 |  |  |                      |                      |                      |
|  | Nacional - AM       | 0                   | 1                  | Flamengo                 | 2 | 2                                 |                                   |                                   |  |  |                                 |                                 |                                 |  |  |                      |                      |                      |
|  |                     |                     |                    |                          | 2 | 2                                 |                                   |                                   |  |  |                                 |                                 |                                 |  |  |                      |                      |                      |
|  |                     | Goiás               | 1                  | 1                        |   |                                   |                                   |                                   |  |  |                                 |                                 |                                 |  |  |                      |                      |                      |
|  | Atlético Mineiro    | Goiás               | 1                  | 1                        | 2 | 2                                 |                                   |                                   |  |  |                                 |                                 |                                 |  |  |                      |                      |                      |
|  | Atlético Mineiro    |                     |                    |                          | 2 | 2                                 |                                   |                                   |  |  |                                 |                                 |                                 |  |  |                      |                      |                      |
|  | Botafogo            | 4                   | 2                  |                          |   |                                   |                                   |                                   |  |  |                                 |                                 |                                 |  |  |                      |                      |                      |
|  | Botafogo            | 4                   | 2                  | Botafogo                 | 1 | 0                                 |                                   |                                   |  |  |                                 |                                 |                                 |  |  |                      |                      |                      |
|  |                     |                     |                    |                          | 1 | 0                                 |                                   |                                   |  |  |                                 |                                 |                                 |  |  |                      |                      |                      |
|  |                     | Flamengo            | 1                  | 4                        |   |                                   |                                   |                                   |  |  |                                 |                                 |                                 |  |  |                      |                      |                      |
|  | Flamengo (v.)       | Flamengo            | 1                  | 4                        | 1 | 1                                 |                                   |                                   |  |  |                                 |                                 |                                 |  |  |                      |                      |                      |
|  | Flamengo (v.)       |                     |                    |                          | 1 | 1                                 |                                   |                                   |  |  |                                 |                                 |                                 |  |  |                      |                      |                      |
|  | Cruzeiro            | 2                   | 0                  |                          |   |                                   |                                   |                                   |  |  |                                 |                                 |                                 |  |  |                      |                      |                      |

- Nota: En cada llave, el equipo ubicado en la primera línea es el que ejerce la localía en el partido de vuelta.

### Octavos de final
| 21 de agosto de 2013, 21:50 | Luverdense | 1 - 0   | Corinthians | Estadio Municipal Passo das Emas, Lucas do Rio Verde |  |
|                             | Misael 90' | Reporte |             |                                                      |  |

| 28 de agosto de 2013, 21:50 | Corinthians                           | 2 - 0   | Luverdense | Estadio Pacaembu, São Paulo |  |
|                             | Alexandre Pato 30' · Fábio Santos 44' | Reporte |            |                             |  |

| 21 de agosto de 2013, 19:30 | Santos      | 1 - 0   | Grêmio | Estadio Vila Belmiro, Santos |  |
|                             | Gabriel 81' | Reporte |        |                              |  |

| 28 de agosto de 2013, 21:50 | Grêmio                 | 2 - 0   | Santos | Arena do Grêmio, Porto Alegre |  |
|                             | Souza 54' · Werley 87' | Reporte |        |                               |  |

| 22 de agosto de 2013, 19:30 | Internacional                              | 3 - 0   | Salgueiro | Estadio do Vale, Novo Hamburgo |  |
|                             | D'Alessandro 47' · Scocco 66' · Forlán 87' | Reporte |           |                                |  |

| 29 de agosto de 2013, 21:50 | Salgueiro                          | 2 - 2   | Internacional                 | Estadio Cornélio de Barros, Salgueiro |  |
|                             | Ranieri 57' · Daniel Rodrigues 90' | Reporte | Jorge Henrique 13' · Alex 62' |                                       |  |

| 21 de agosto de 2013, 19:30 | Palmeiras | 1 - 0   | Atlético Paranaense | Estadio Pacaembu, São Paulo |  |
|                             | Vilson 3' | Reporte |                     |                             |  |

| 28 de agosto de 2013, 21:50 | Atlético Paranaense               | 3 - 0   | Palmeiras | Estadio Durival de Britto e Silva, Curitiba |  |
|                             | Éderson 33' 77' · Paulo Baier 66' | Reporte |           |                                             |  |

| 21 de agosto de 2013, 21:50 | Fluminense | 1 - 0   | Goiás | Estadio Maracanã, Río de Janeiro |  |
|                             | Samuel 42' | Reporte |       |                                  |  |

| 28 de agosto de 2013, 19:30 | Goiás                                      | 2 - 0   | Fluminense | Estadio Serra Dourada, Goiânia |  |
|                             | Renan Oliveira 45+1' · William Matheus 54' | Reporte |            |                                |  |

| 20 de agosto de 2013, 21:50 | Nacional (Amazonas) | 0 - 2   | Vasco da Gama   | Estadio Roberto Simonsen, Manaus |  |
|                             |                     | Reporte | Tenorio 43' 90' |                                  |  |

| 29 de agosto de 2013, 21:50 | Vasco da Gama            | 2 - 1   | Nacional (Amazonas) | Estadio São Januário, Río de Janeiro |  |
|                             | Marlone 32' · Dakson 88' | Reporte | Danilo Rios 7'      |                                      |  |

| 22 de agosto de 2013, 21:50 | Botafogo                                                                   | 4 - 2   | Atlético Mineiro                 | Estadio Maracanã, Río de Janeiro |  |
|                             | Lodeiro 29' · Leonardo Silva 48' (a.g.} · Rafael Marques 55' · Vitinho 85' | Reporte | Marcos Rocha 19' · Guilherme 89' |                                  |  |

| 28 de agosto de 2013, 19:30 | Atlético Mineiro                   | 2 - 2   | Botafogo                       | Estadio Raimundo Sampaio, Belo Horizonte |  |
|                             | Marcos Rocha 37' · Fernandinho 56' | Reporte | Rafael Marques 50' · Dória 61' |                                          |  |

| 21 de agosto de 2013, 21:50 | Cruzeiro                          | 2 - 1   | Flamengo           | Estadio Mineirão, Belo Horizonte |  |
|                             | Willian 27' · Éverton Ribeiro 56' | Reporte | Carlos Eduardo 23' |                                  |  |

| 28 de agosto de 2013, 21:50 | Flamengo  | 1 - 0   | Cruzeiro | Estadio Maracanã, Río de Janeiro |  |
|                             | Elias 88' | Reporte |          |                                  |  |

### Cuartos de final
| 25 de septiembre de 2013, 21:50 | Corinthians | 0 - 0   | Grêmio | Estadio Pacaembu, São Paulo |  |
|                                 |             | Reporte |        |                             |  |

| 23 de octubre de 2013, 21:50 | Grêmio                                       | 0 - 0 (3:2 p.)             | Corinthians                                                  | Arena do Grêmio, Porto Alegre |  |
|                              |                                              | Reporte                    |                                                              |                               |  |
|                              |                                              | Tiros desde el punto penal |                                                              |                               |  |
|                              | Barcos · Alex Telles · Pará · Elano · Kléber |                            | Danilo · Romarinho · Edenilson · Alessandro · Alexandre Pato |                               |  |

| 26 de septiembre de 2013, 21:00 | Internacional | 1 - 1   | Atlético Paranaense | Estadio do Vale, Novo Hamburgo |  |
|                                 | Otávio 89'    | Reporte | Paulo Baier 4'      |                                |  |

| 23 de octubre de 2013, 21:50 | Atlético Paranaense | 0 - 0   | Internacional | Vila Capanema, Curitiba |  |
|                              |                     | Reporte |               |                         |  |

| 25 de septiembre de 2013, 21:50 | Goiás                | 2 - 1   | Vasco da Gama | Estadio Serra Dourada, Goiânia |  |
|                                 | Walter 8' · Roni 74' | Reporte | Edmilson 2'   |                                |  |

| 24 de octubre de 2013, 21:00 | Vasco da Gama                | 3 - 2   | Goiás                 | Estadio Maracanã, Río de Janeiro |  |
|                              | Thalles 2', 16' · Willie 79' | Reporte | Hugo 18' · Amaral 55' |                                  |  |

| 25 de septiembre de 2013, 21:50 | Botafogo    | 1 - 1   | Flamengo         | Estadio Maracanã, Río de Janeiro |  |
|                                 | Edílson 57' | Reporte | André Santos 12' |                                  |  |

| 23 de octubre de 2013, 21:50 | Flamengo                              | 4 - 0   | Botafogo | Estadio Maracanã, Río de Janeiro |  |
|                              | Hernane 19', 33', 57' · Léo Moura 71' | Reporte |          |                                  |  |

### Semifinales
| 30 de octubre de 2013, 21:50 | Atlético Paranaense | 1 - 0   | Grêmio | Vila Capanema, Curitiba |  |
|                              | Dellatorre 36'      | Reporte |        |                         |  |

| 6 de noviembre de 2013, 21:50 | Grêmio | 0 - 0   | Atlético Paranaense | Arena do Grêmio, Porto Alegre |  |
|                               |        | Reporte |                     |                               |  |

| 30 de octubre de 2013, 21:50 | Goiás     | 1 - 2   | Flamengo                  | Estadio Serra Dourada, Goiânia |  |
|                              | Vítor 38' | Reporte | Paulinho 25' · Chicão 40' |                                |  |

| 6 de noviembre de 2013, 21:50 | Flamengo                | 2 - 1   | Goiás            | Estadio Maracanã, Río de Janeiro |  |
|                               | Hernane 13' · Elias 23' | Reporte | Eduardo Sasha 4' |                                  |  |

### Final
| 20 de noviembre de 2013, 21:50 | Atlético Paranaense | 1:1 (1:1) | Flamengo   | Vila Capanema, Curitiba |  |
|                                | Marcelo Cirino 17'  | Reporte   | Amaral 29' |                         |  |

| 27 de noviembre de 2013, 21:45 | Flamengo                  | 2:0 (0:0) | Atlético Paranaense | Estadio Maracanã, Río de Janeiro |  |
|                                | Elias 86' · Hernane 90+4' | Reporte   |                     |                                  |  |

## Campeón
| Campeón Flamengo 3º título |